# Gensfleisch (Patrizierfamilie)

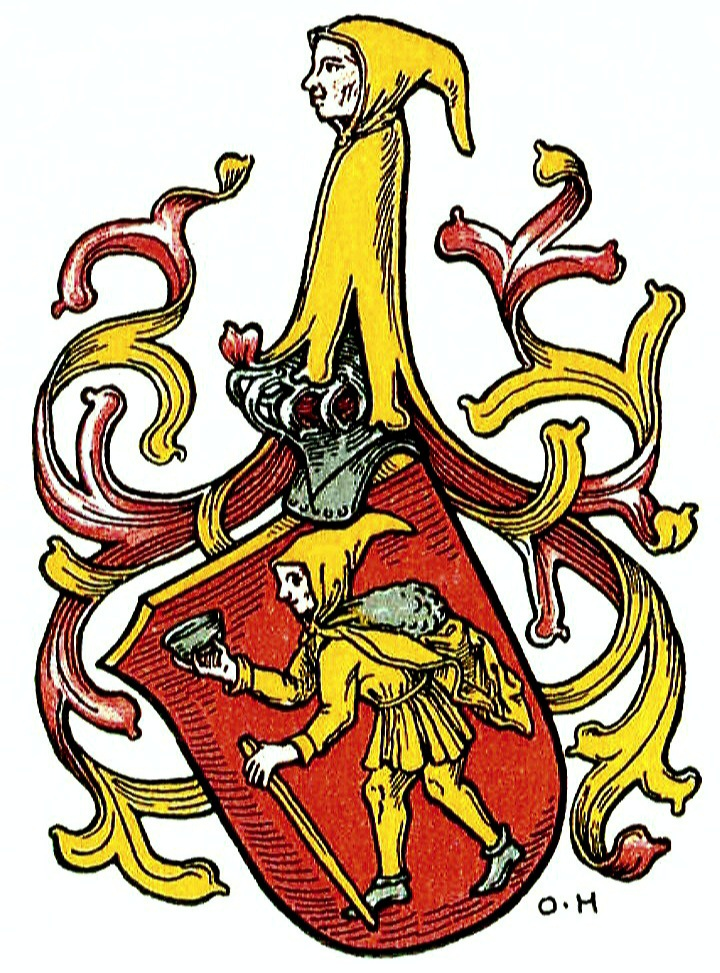
Wappen der Patrizierfamilie Gensfleisch (zum Gutenberg) zu Mainz, Grafik von Otto Hupp

Die Familie Gensfleisch (später unter anderem auch mit dem Zusatz zum Gutenberg) war eine Mainzer Patrizierfamilie und gehörte zu den Mainzer Geschlechtern. Ihre Mitglieder sind vor allem im 14. und 15. Jahrhundert in Mainz nachweisbar, wo sie die Mainzer Stadtpolitik mitbestimmten. Das bekannteste Mitglied des weitverzweigten Familienverbandes ist Johannes Gutenberg. 

## Entwicklung des Familiennamens
Erstes, der Familie zugehöriges und belegtes Mitglied, ist Friele Rafit. Der Anname „Rafit“ wurde früher als möglicherweise arabisches Lehnwort angesehen und steht für „das Rennpferd“ wobei die Herkunft als Beiname ungeklärt ist. Ludwig Falck sieht einen möglichen Zusammenhang zu einem früheren Spitznamen mit Kreuzfahrer- oder Pilgerbezug. Hermann Knodt sieht eher eine Rückführung auf das lateinische Wort „rapere“ und – in Bezug auf den im Wappen dargestellten Bettler mit Napf – die Bedeutung mit „raffen“, „verzehren“. Der Hausname würde dabei zu diesem bildlichen Wappen passen. Heidrun Ochs, die ausführlich zum Familienverband Gensfleisch forscht, sieht diesen Namenszusatz, wie auch alle anderen Namenserweiterungen der Gensfleisch, auf einen Hof, also ein Gebäude, zurückgehend, den Mitglieder der Familie bewohnten. Rafit, bezog sich ihrer Auslegung nach auf einen bis in die Mitte des 16. Jahrhunderts belegten Hof mit gleichen Namen. Vor allem im 14. Jahrhundert finden sich Personen, die sich nach diesem Hof benannt haben. Ein Friele Rafit zugeschriebenes Siegel wurde offenbar noch mehrere Generationen lang von direkten Nachfahren verwendet, die aber den Annamen gar nicht mehr verwendeten.
Friele Rafit übernahm ab 1330 den Namen seines Familienhofs „Zum Gensfleisch“ in Mainz als Beinamen und nannte sich seitdem Friele zum Gensfleisch. Durch Heiraten mit anderen Mainzer Geschlechtern trugen Familienmitglieder auch den erweiterten Familiennamen Gensfleisch zur Laden. Johannes Gutenberg hieß so eigentlich mit vollem Namen Johannes Gensfleisch zur Laden. Andere überlieferte zeitgenössische Namen sind Henne zur Laden genannt Gutenberg, Henne Gensfleisch der Junge gen. Gutenberg oder auch Henne Gensfleisch gen. Gutenberg Ebenfalls seit dem frühen 14. Jahrhundert befand sich der Hof zum Gutenberg im Besitz der Familie Gensfleisch. Dessen Name fügte man später hinzu und nannte sich danach „Gensfleisch zum Gutenberg“. Für 1427 oder 1428 wird in einer Urkunde der Zuname „zu Gudenberg“ erstmals hinzugefügt. Johannes Gutenberg wird 1430 in einem Schriftstück „Henchin zu Gudenberg“ genannt.
Gustav Schenk zu Schweinsberg, der sich intensiv mit der Genealogie der Familie „Gänsfleisch“ befasste, nennt eine Trennung in verschiedene Zweige: die ältere Linie der Gensfleisch sowie einen jüngeren Zweig der „von Sorgenloch genannt Gensfleisch“ (auch in der Variante „Sörgenloch“), deren genealogische Spur sich zu Beginn des 17. Jahrhunderts verliert. Eine „Gedenktafel alter Mainzer Patrizier- und Bürger-Geschlechter“ um das Jahr 1900 führt unter der Sammelbezeichnung „III. Stamm: Geschlecht der Schotten“. Das ältere Geschlecht der zum Gensfleisch mit dem möglichen Stammvater Herbord zum Gensfleisch, das Geschlecht der Gensfleisch zur Lade, teilweise mit dem Zusatz (von/zum) Gutenberg sowie das Geschlecht der Gensfleisch zum Sörgenloch als später auftretende Seitenlinie.

## Wappen

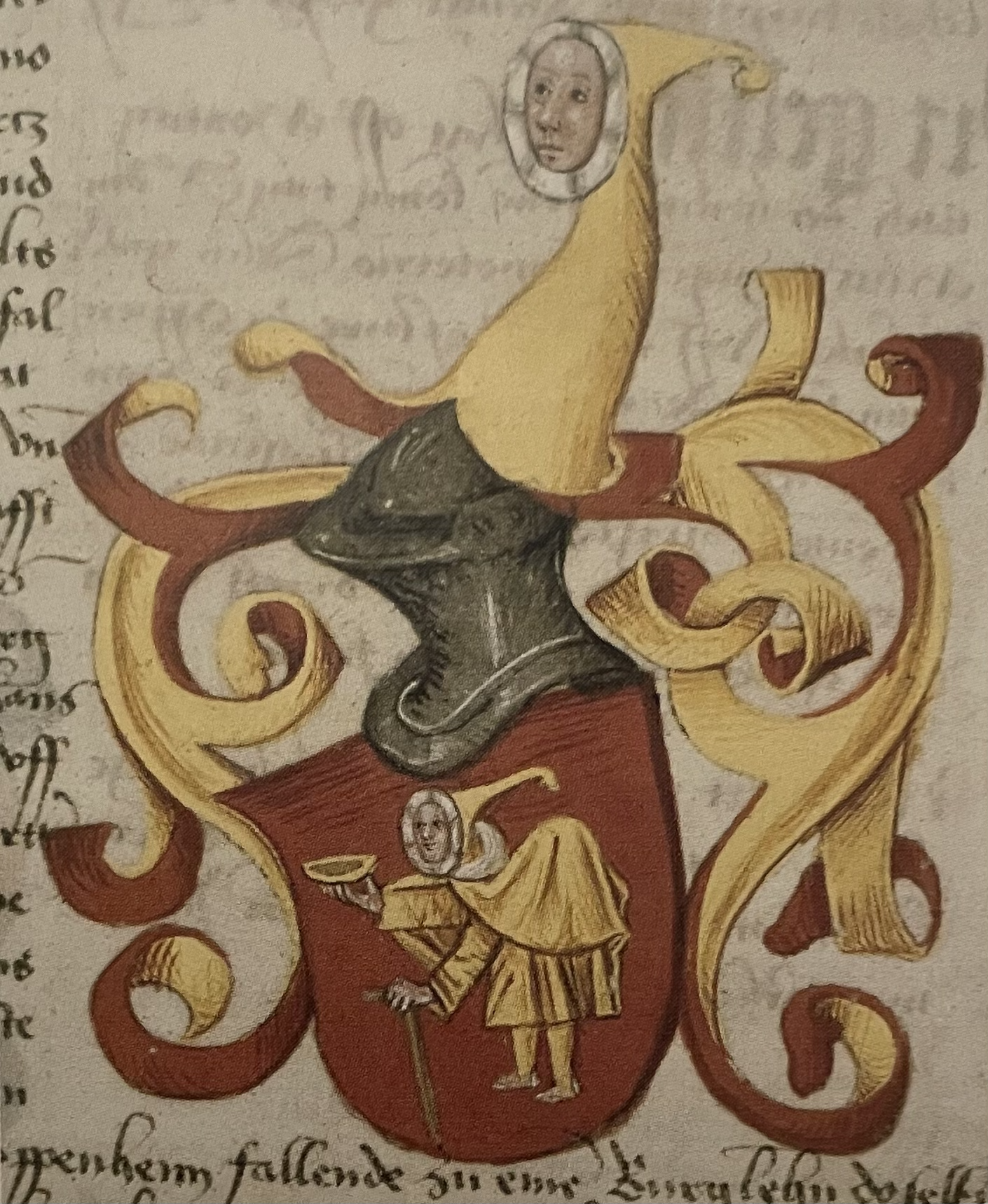
Wappen der Gensfleisch im Lehenbuch des Kurfürsten Friedrich I. von der Pfalz, 1471

Das Vollwappen der Familie Gensfleisch zeigt gemäß der Blasonierung eine Person, die als Kopfbedeckung eine typisch spätmittelalterliche Gugel und in den Händen einen Stab sowie eine Schale hält. Eine Wappenbeschreibung aus dem Jahr 1840 beschreibt das Wappen genauer:
„Das Wappen der Gutenberg (Gensfleisch) zeigt einen Schild mit einem von der Linken zur Rechten fortschreitenden Pilger, mit spitzer Mütze, kurzem Kleide und einem auf dem Rücken aufgebundenen Mantel, in der Rechten eine Schale emporhaltend, in der Linken einen Wanderstab tragend. Über dem Schilde steht ein Helm, welcher das Brustbild des Pilgers trägt. Die Linie Sorgenloch setzte drei Federn auf den Helm, ließ den Pilger links gehen, und die Schale in der Linken tragen...“
Nach anderen Deutungen der Person im Wappen handelt es sich dabei nicht um einen Pilger, sondern um einen Bettler.

## Vertreter der Familie im 13. und 14. Jahrhundert
Der früheste, urkundlich belegbare, Angehörige der Familie war Friele Rafit, der um die Mitte des 13. Jahrhunderts gelebt hat. Er wird 1250 als Zeuge in einem Dokument über einen Vergleich zwischen dem Kloster Eberbach und dem Kloster Ilbenstad aufgeführt. Wahrscheinlich sein Enkel, Ludwig Falck nennt ihn noch den Stammvater des Geschlechts, ist Friele zum Gensfleisch (auch: Friele Rafit oder Friele von Eselweck [der Junge]), der sich ab 1330 Friele zum Gensfleisch nannte und 1352 starb. Er saß spätestens ab 1332 im Rat der Geschlechter, als der ab 1326 beginnende Zwist mit den aufstrebenden Mainzer Zünften immer mehr die Ratsgeschäfte ergriff. Seine Söhne Henne (Johannes) und Peter schlossen sich der „Gesellschaft der jungen Leute unter den Gaden“ (... der jungen luede undir den gademen mit andir iren frunden) an, eine patrizische Gesellschaft junger Vertreter der alten Mainzer Geschlechter. Diese geriet in Konflikt mit den Zunftvertretern und beide Gensfleisch-Brüder mussten die Stadt bis zu einer gütlichen Einigung zwischen den Geschlechtern und den Zünften 1335 verlassen. Danach konnten sie wieder zurückkehren. Peter Gensfleisch wurde später Stadtbaumeister und danach Bürgermeister der Stadt.
Das erste Drittel des 15. Jahrhunderts war geprägt von einem ständigen Wechsel zwischen Exil und Rückkehr der Familienvertreter, je nach politischer Lage. Die sich immer weiter verschärfenden Streitigkeiten der Patriziergeschlechter mit den Zunftvertretern um politische Macht und Einfluss in Mainz führten 1411 und 1413 zu weiteren Auszügen von Vertretern der Familie Gensfleisch aus Mainz. 1411 verließen fast alle männlichen Mitglieder der Familie Mainz und ließen sich vorübergehend in Eltville nieder. Namentlich genannt wird ein Henne Gensfleisch mit seinen Söhnen. Henne stand damals als Lehnsmann im Dienst des Erzbischofs, eine Gruppe des Patriziats, die besonders von den Zunftvertretern angegriffen wurde. Der Vater Johannes Gutenbergs, Friele Gensfleisch zur Laden (um 1345–1419) bekleidete hohe Ämter in der Stadtverwaltung und war eher der handelsführenden Seite der Gensfleisch zuzuordnen. Er war möglicherweise im Tuchhandel tätig, gehörte der besonders privilegierten Münzerhausgenossenschaft an und bekleidete das Amt des Rechenmeisters der Stadt.
In zweiter Ehe war Friele mit Else Wirich zum steinen Krame, Tochter eines nicht ratsfähigen Händlers, verheiratet. Johannes Gensfleisch zur Laden (um 1396–1468), der sich später nur noch Johannes Gutenberg nannte, war ihr Sohn. Ein Bruder, Friele, lebte bis 1439 in Eltville, siedelte dann aber zum Stammhaus nach Mainz über, wo er 1447 starb. Seine Schwester hieß Else zur Laden, eine Stiefschwester Patze Gensfleisch, heiratete mit Peter zu Blasofen den Bürgermeister von Mainz. Eine noch existierende Grabplatte im gotischen Kreuzgang von St. Stephan nennt einen Kanonikus Frielo zum Gutenberg, 1460 verstorben. Er war ein Cousin von Johannes Gutenberg. Die Grabplatte eines Peter oder Petermann zum Gutenberg befand sich in der Reichsklarakirche und wurde dort in den Wirren der frühen 1790er Jahren zerstört. Sie gehörte einem Onkel von Johannes Gutenberg, der 1426 verstarb. Im Jahr 1428 verließen auch Johannes Gutenberg und seine Familie für einige Zeit Mainz. 1430 waren einige der Mitglieder der Gensfleisch bereits seit 10 Jahren im Exil.
Zahlreiche weibliche Mitglieder des Familienverbandes waren Nonnen in den Klöster von Mainz oder dem Umland. Besonders bevorzugt wurde das Kloster St. Klara in Mainz und das Kloster Dalheim in Zahlbach. Katharina Gensfleisch war von 1447 bis 1451 Äbtissin dieses Klosters.

## Verwandtschaftliche Beziehungen und Aussterben des Geschlechts
Bei den „Alten Geschlechtern“ war es, bis auf wenige Ausnahmen in ihrer Endzeit, üblich, nur innerhalb ihrer Standesgenossen zu heiraten. Frielos Heirat mit Else Wirich zum steinen Krame bildete diesbezüglich eine Ausnahme. So waren die Gensfleisch mit den wichtigsten anderen Patrizierfamilien ihrer Zeit verwandt oder verschwägert. Eng verbunden waren sie mit dem Geschlecht der wichtigsten Mainzer Patrizierfamilie „zum Jungen“. Es bestanden viele verwandtschaftliche Beziehungen zu dieser Familie sowie zu anderen, diesem Familienverband angehörige, Patrizierfamilien wie beispielsweise den „zum Aben“ oder den „zum Eselweck“. Später verband man sich mit der Familie zum Molsberg.
Die ältere Linie der Gensfleisch und die ihr nachfolgende Linie der Gensfleisch zur Laden/zum Gutenberg starb im Mannesstamm mit Johannes Gutenberg 1468 aus. Weibliche Familienmitglieder sind noch bis in die erste Hälfte des 16. Jahrhunderts in Frankfurt am Main nachweisbar. Die Seitenlinie der Gensfleisch zum Sörgenloch war mit Margarete von Sörgenloch genannt Gensfleisch bis zu ihrem Tod 1587 nachweisbar. Eine sich nochmals abspaltende Linie der von Sörgenloch starb erst 1605 mit ihrer letzten Vertreterin in Darmstadt aus.

## Besitzungen
Die Familie Gensfleisch besaß möglicherweise bereits zur Mitte des 13. Jahrhunderts den Hof Rafit (oder Ravid) und benannte sich nach diesem. Der Hof wird zwischen 1305 und 1525 mehrfach urkundlich erwähnt und lag in direkter Nähe zum Dominikanerkloster, ungefähr an der Kreuzung der heutigen Dominikanerstraße und der Fuststraße. Eindeutig belegbar ist der Besitz jedoch nach der vorhandenen Quellenlage nicht. Spätestens ab dem ersten Drittel des 14. Jahrhunderts, Aloys Ruppel nennt einen Zeitraum vor dem Jahr 1330,  erwarb und bewohnte die Familie den Hof zum Gensfleisch. Der Hof zum Gutenberg gehörte bis Ende des 14. Jahrhunderts der Familie Zum Jungen und wechselte erst zur Jahrhundertwende den Besitzer. Er befand sich an der heutigen Schusterstraße/Ecke Christophsstraße. Der Hof zum Gensfleisch befand sich ungefähr an der Kreuzung Emmeranstraße/Stadthausstraße. Nach Karl Anton Schaab befand sich das Grundstück später im Besitz von Christian Lauteren, der dort einen barocken Nachfolgebau, den Wambolter Hof, auch als Lauteren'sche Haus bekannt, bewohnte. Dort wurde 1825 einen Gedenkstein „...an der Stelle des alten Hofes...“ gesetzt. Ob sich die Familienverbandmitglieder mit dem Namenszusatz Sörgenloch nach dem gleichnamigen Hof Sörgenloch benannten, ist nicht belegbar. Jedoch wurden sie 1397 vom Erzbischof mit dem Hof zum Merenberg in direkter Nachbarschaft belehnt, so dass ein Zukauf des Nachbarhauses denkbar ist. 
Laut Strecker waren alle Mitglieder des weitverzweigten Familienverbandes der Gensfleisch sehr vermögend und besaßen alleine in Mainz 14 verschiedene größere Höfe oder Häuser, darunter auch den Hof zum Widder, Wohnhaus eines früheren Patriziergeschlechtes. Dazu kamen Besitztümer im Rheingau, hier vor allem in Eltville, sowie unter anderem auch in Bodenheim und Hochheim.